# Pro M. Marcello
Pro M. Marcello („Im Namen von Marcus Marcellus“) ist eine Rede, die Marcus Tullius Cicero 46 v. Chr. vor dem Senat hielt.

## Hintergrund
Marcus Claudius Marcellus stammte aus einer berühmten römischen Familie und war Konsul mit Servius Sulpicius Rufus gewesen. In diesem Amt hatte er Cäsar sehr beleidigt, indem er im Senat einen Antrag stellte, ihm sein Kommando zu entziehen. Im Bürgerkrieg unterstützte er Pompeius und war 48 v. Chr. bei der Schlacht von Pharsalos anwesend gewesen, danach zog er sich ins Exil nach Lesbos zurück. Cicero selbst hatte nach der Schlacht mit Pompeius’ Nachfolgern gebrochen und war daher bereits 47 v. Chr. in den Genuss einer Amnestie für ehemalige Pompeius-Anhänger gelangt. Er blieb mit Marcellus auch nach seiner Rückkehr nach Rom brieflich in Kontakt.
46 v. Chr. trat der Senat bei Cäsar dafür ein, Marcellus zu begnadigen und ihm zu erlauben, zurückzukehren. Obwohl Cäsar sah, dass der Senat in seinem Antrag für Marcellus einstimmig war, ließ er dennoch den Antrag auf Begnadigung zur Abstimmung stellen und forderte die Meinung jedes einzelnen Senators dazu. Cicero scheint geglaubt zu haben, dass Cäsar die Republik wiederherstellen wollte, wie er in seinen Briefen erwähnt. Als Cäsar den Bitten nachgab, hielt Cicero die Rede Pro M. Marcello, in der er Cäsar für seine Milde dankte. Eigentlich war er, wie er in einem Brief an Sulpicius Rufus schrieb, entschlossen gewesen, sich nicht dazu zu äußern; aber er hatte Angst, dass, wenn er weiterhin still bliebe, Cäsar es als Beweis dafür interpretieren würde, dass er seine Politik nicht billige.
Marcellus wurde 45 v. Chr. bei seiner Rückkehr aus dem Exil ermordet.

## Inhalt
Cicero beginnt seine Rede damit, dass er Cäsars clementia als fast göttliche Weisheit preist. Cäsars Begnadigung eines wichtigen politischen Gegners sei eine entscheidende politische Wende. Nur diese Milde habe ihn bewegt, sein Schweigen zu beenden. Diesem Gnadenakt stellt er Caesars „Kriegsleistungen“ gegenüber, die diesem auf Dauer geringeren Ruhm bringen würden als eine weise Politik. Im Folgenden vergleicht er die Tugenden, die Cäsar damit erwies, mit Platons Ideal eines gerechten Staats. Damit appellierte er indirekt an Cäsar, der sich 46 in diesem Jahr zum dritten Mal zum Dictator ernannt hatte, die libera res publica, die Republik, wiederherzustellen.